# 瑪麗雅姆·真納
瑪麗雅姆·真納（英語：Maryam Jinnah，一般被大眾稱作拉坦芭·佩提·真納（Rattanbai "Ruttie" Petit Jinnah），1900年2月20日—1929年2月20日）是巴基斯坦國父、印度独立运动重要領導人之一穆罕默德·阿里·真納的第二任夫人。她來自印度孟買其中一個最富有的帕西人紡織家族，祖父是印度首批棉花廠的創辦人。

## 生平
瑪麗雅姆在16歲時首次認識了當時是律師的穆罕默德·阿里·真納。兩人在1918年4月19日在孟買結婚並改信丈夫所信的伊斯兰教。他們唯一的女兒：迪娜（Dina）在一年後的8月14日出生。因為丈夫的政治活動常使兩人分隔兩地，她的婚姻生活並不愉快。夫婦在1927年時已經分居，而一向健康欠佳的瑪麗雅姆在她的29歲生日過世。